# Poderoso
Der Dampfschlepper Poderoso ist ein Museumsschiff in Talcahuano, Chile.

## Geschichte

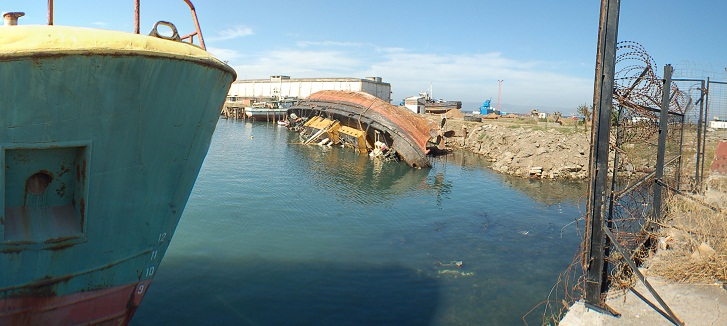
Poderoso liegt am 23. Februar 2011 gekentert an der Pier

Der Hochseeschlepper (Remolcador de Alta Mar, kurz RAM) Poderoso wurde am 27. Mai 1911 von der Werft H. & C. Grayson in Garston bei Liverpool als Baunummer 69 vom Stapel gelassen und im Juli 1911 nach Valparaíso überführt, wo er lange Zeit als größtes und modernstes Schleppschiff Chiles im Hafenbetrieb eingesetzt wurde. Nach 77 Jahren Dienst wurde er 1988 ausgemustert und 1990 unter Denkmalschutz gestellt. 1994 wurde das Schiff als Museumsschiff in den Zollhafen von Talcahuano verbracht.
Infolge des Tsunamis nach dem Erdbeben in Chile 2010 kenterte das Schiff im Hafen und wurde seitdem nicht wieder aufgerichtet. Der Erhaltungszustand ist mittlerweile kritisch.